# 吉川英佑
吉川 英佑（よしかわ えいすけ、1979年〈昭和54年〉12月16日 - ）は、日本の実業家、社会奉仕活動家、地域振興プロデューサー。鹿児島県を拠点に、地元農家と都市部を結ぶ販路開拓や、地域密着型イベントの企画運営を行っている。東京農業大学卒業後、広告代理店勤務を経て独立し、「ヨシカワプランニング」から「株式会社YPC」を運営している。

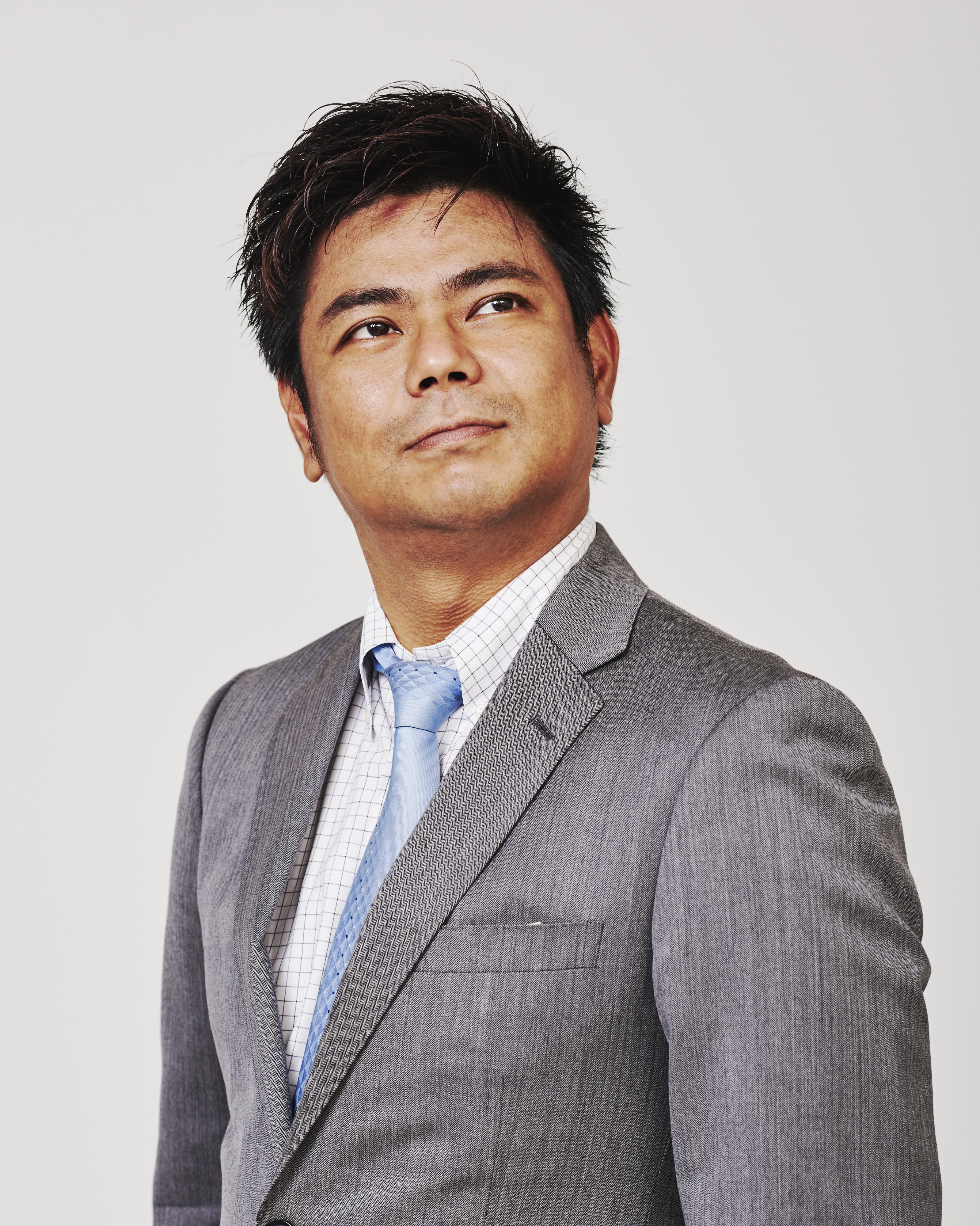
吉川英佑（2020年撮影） 撮影者：本人提供、ライセンス：CC BY-SA 4.0

## 略歴
東京都中央区出身。幼少期に劇団いろはに所属し、テレビ番組で福沢諭吉の子役を務めた。父はES在職時にマイケル・ジャクソンの作品制作を担当したレコードディレクター・吉川成昭。
静岡県出身の祖父の影響で静岡聖光学院に進学し、ラグビー部に所属。高校卒業後、東京農業大学へ進学。大学卒業後は広告代理店のゲンダイエージェンシー株式会社に勤務した。

## 事業活動
ゲンダイエージェンシー株式会社勤務後、鹿児島県へ転勤。地域の人脈や地理的特性を活かし、農業界専門商社を設立。全国で初めてパチンコ店において農産物を安価で提供し、その収益で利用客の子供たちへの食料支援を行う事業を開始した。事業は九州全域へ拡大し、類似モデルが全国に広がったと報じられている。
2012年には、若手農業者支援プロジェクト「鹿児島の農の未来をプロモーション」を開始し、鹿児島市ニュービジネスプランコンテストで大賞を受賞した。
2018年に上京し、教育・食料・AI分野を横断する社会変革プロジェクトの構想を開始。自身の社会変革哲学に基づき、教育プログラムの設計、地域農業の販路設計、AI技術の社会実装を組み合わせた「AI共創設計モデル」を提唱している

## 公的活動
SOHO支援イベントのパネリストとして登壇し、地域経済や農業振興について講演を行っている。
NPO法人かごしまルネッサンス元理事